# Thérèse Snoy
Pour les articles homonymes, voir Snoy.
Thérèse Snoy et d'Oppuers, née le 27 janvier 1952  à Ophain-Bois-Seigneur-Isaac (Braine-l'Alleud), est une femme politique belge, membre d'Ecolo. Elle est la fille de l'ancien ministre des Finances PSC, le comte Jean-Charles Snoy et d'Oppuers (1907-1991) et de son épouse la comtesse Nathalie d'Alcantara (1914-2007). Elle est la sœur de Bernard Snoy, banquier et ancien président de l'Association de la Noblesse du Royaume de Belgique (ANRB) de 2008 à 2016.
Elle est licenciée en sociologie et en environnement.

## Fonctions politiques
- Conseillère communale de Braine-l'Alleud.
- Députée fédérale du 10 juin 2007 au 25 mai 2014